# Nackawic
Nackawic è un comune del Canada, situato nella provincia del Nuovo Brunswick.